# Byobu (software)
Byobu es un multiplexor de terminales para sistemas tipo unix, similar a GNU Screen o tmux, que permite dividir una consola en múltiples secciones o generar sesiones independientes en la misma terminal.

## Características
- Notificaciones[2] compatibles con GNU Screen y tmux.
- Línea de mensajes.[3]
- Teclas rápidas.[3]
- Manejo de la tecla de escape para evitar conflictos con emacs.[3]
- Personalización en avisos de estado.[3]
- Configuración de colores.[3]
- Manejo de sesiones.[4]
- División de pantalla.[4]